# グレイスランド (映画)
『グレイスランド』(Finding Graceland) は、1998年製作のアメリカ映画。デヴィッド・ウィンクラー監督。ロードムービー。
ハーヴェイ・カイテルが自分をエルヴィス・プレスリーだと信じきっている主人公を演じ、プレスリーになりきっている。
グレイスランドとはプレスリーの邸宅のある場所。プレスリーの元妻プリシラ・プレスリーが製作総指揮を務めている。

## キャスト
役名、俳優、日本語吹替の順に表記。
- エルヴィス・プレスリー - ハーヴェイ・カイテル（池田勝）
- バイロン・グルーマン - ジョナサン・シェック（平田広明）
- アシュリー - ブリジット・フォンダ（渡辺美佐）
- ベアトリス・グルーマン - グレッチェン・モル（黒田弥生）
- ジーン - ジーン・カークウッド（島香裕）
- ヘインズ保安官 - デヴィッド・スチュアート（宝亀克寿）